# Konrad Boehmer
Konrad Boehmer (nascut a Berlín el 24 de maig del 1941 - 4 d'octubre de 2014) va ser un compositor neerlandès d'origen alemany. Va ser un ateista i marxista convençut.
Va estudiar composició a Colònia amb Karlheinz Stockhausen i Gottfried Michael Koenig, i filosofia, sociologia i musicologia a la Universitat de Colònia, a la qual va obtenir el doctorat el 1961. Després de les seves estudis es va instal·lar a Amsterdam, on va treballar a l'Institut de Sonologia de la Universitat d'Utrecht. El 1972 va ser nomenat catedràtic d'història de la música al Conservatori Reial de l'Haia.
Tenia un estil de composició serialista, de vegades amb elements de jazz i rock, com a la seva òpera Doktor Faustus i l'obra electrònica Apocalipsis cum figuris). En altres composicions, com Canciones del camino i Lied uit de verte s'inspira de cançons marxistes. El 2001 el Holland Festival li va encarregar de compondre una obra per al grup rock Sonic Youth: Goodbye 20th Century.

## Obres
Composicions destacades
- Variation per a orquestra de cambra (1959–61)
- Position per a sons electrònics, vocals i orquestra (1960–61)
- Zeitläufte per a vuit instruments (1962)
- Information (1964–65)
- Aspekt peça electrònica (1964–66)
- Canciones del camino per a orquestra (1973–74)
- Schrei dieser Erde per a percussió i cinta, (1979)
- Doktor Faustus òpera (1980–83) (llibret d'Hugo Claus)
- Apocalipsis cum figuris, peça electrònica (1984)
- Woutertje Pieterse per a nou veus i orquestra (1985–1987)
- Il combattimento per a violí, cello i orquhestra (1989–90)
- Et in Arcadia ego quartet de cordes (1992)
- Kronos protos per a 14 instruments (1995)
- Nuba per a flauta, viola i arpa(1998)
- Orpheus Unplugged (1999–2000) piano i cinta
- Ouroboros piano (2002)
- Doktor Fausti Höllenfahrt per a orquestra (2006)

Publicacions
- Zur Theorie der offenen Form in der neuen Musik. Darmstadt: Edition Tonos. 1967, segona edició 1988
- Zwischen Reihe und Pop: Musik und Klassengesellschaft. J & V Musik. Vienna and Múnic: Jugend und Volk, 1970.
- «The Sanctification of Misapprehension into a Doctrine: Darmstadt Epigones and Xenophobes», Key Notes 1987, 24:43–47
- «Doppelschläge: Texte zur Musik», vol. 1: 1958–1967» a Stefan Fricke i Christian Grün, Quellentexte zur Musik des 20. /21. Jahrhunderts 12.2, Saarbrücken, Pfau, 2009. ISBN 978-3-89727-407-5
- «Doppelschläge: Texte zur Musik», vol. 2: 1968–1970» a Stefan Fricke i Christian Grün, Quellentexte zur Musik des 20. /21. Jahrhunderts 12.2, Saarbrücken, Pfau, 2014. ISBN 978-3-89727-467-9